# Елісе Тамаела
Елісе Тамаела (нід. Elise Tamaëla; нар. 22 січня 1984) — колишня нідерландська тенісистка.
Найвищу одиночну позицію світового рейтингу — 129 місце досягла 12 лютого 2007, парну — 228 місце — 9 квітня 2007 року.
Здобула 8 одиночних та 9 парних титулів туру ITF.
Завершила кар'єру 2011 року.

## Фінали ITF

### Одиночний розряд: 15 (8–7)
| турніри $100,000 |
| турніри $75,000  |
| турніри $50,000  |
| турніри $25,000  |
| турніри $10,000  |

| Результат | Ранг | Дата              | Турнір                          | Покриття   | Суперниця            | Рахунок             |
| --------- | ---- | ----------------- | ------------------------------- | ---------- | -------------------- | ------------------- |
| Перемога  | 1.   | 4 травня 2003     | ITF Борнмут, Велика Британія    | Ґрунт      | Астрід Вернес Ґарсія | 6–1, 6–1            |
| Перемога  | 2.   | 11 травня 2003    | ITF Единбург, Велика Британія   | Ґрунт      | Джейн О'Доног'ю      | 6–3, 6–3            |
| Поразка   | 3.   | 20 липня 2003     | ITF Гархінг, Німеччина          | Ґрунт      | Марія Коритцева      | 6–2, 4–6, 2–6       |
| Поразка   | 4.   | 10 серпня 2003    | ITF Гехінген, Німеччина         | Ґрунт      | Ана Тимотич          | 6–4, 4–6, 2–6       |
| Перемога  | 5.   | 30 листопада 2003 | ITF Маунт-Гамбір, Австралія     | Тверде     | Чон Мі Ра            | 5–7, 7–6(4), 6–1    |
| Перемога  | 6.   | 12 лютого 2006    | ITF Сандерленд, Велика Британія | Тверде (i) | Енн Кеотавонг        | 7–6(6), 6–3         |
| Перемога  | 7.   | 19 лютого 2006    | ITF Стокгольм, Швеція           | Тверде (i) | Віржині Піше         | 6–3, 3–6, 6–2       |
| Перемога  | 8.   | 18 березня 2006   | ITF Фуертевентура, Іспанія      | Тверде     | Араван Резаї         | 6–3, 3–6, 6–3       |
| Перемога  | 9.   | 4 лютого 2007     | ITF Лондон, Велика Британія     | Тверде (i) | Марет Ані            | 6–2, 6–7(4), 7–6(3) |
| Поразка   | 10.  | 11 лютого 2007    | ITF Тіптон, Велика Британія     | Тверде (i) | Марет Ані            | 7–5, 6–7(3), 5–7    |
| Перемога  | 11.  | 30 жовтня 2009    | ITF Монастір, Туніс             | Тверде     | Унс Джабір           | 6–2, 6–2            |
| Поразка   | 12.  | 6 листопада 2009  | ITF El Menzah, Туніс            | Тверде     | Ганна Півень         | 1–6, 2–6            |
| Поразка   | 13.  | 9 травня 2010     | ITF Вісбаден, Німеччина         | Ґрунт      | Скарлетт Вернер      | 7–5, 2–6, 4–6       |
| Поразка   | 14.  | 4 липня 2010      | ITF Штутгарт, Німеччина         | Ґрунт      | Менді Мінелла        | 4–6, 2–6            |
| Поразка   | 15.  | 1 серпня 2010     | ITF Бад-Заульгау, Німеччина     | Ґрунт      | Ленка Юрікова        | 4–6, 2–6            |

### Парний розряд: 10 (9–1)
| турніри $100,000 |
| турніри $75,000  |
| турніри $50,000  |
| турніри $25,000  |
| турніри $10,000  |

| Результат | Ранг | Дата             | Турнір                          | Покриття   | Партнерка       | Суперниці                                | Рахунок          |
| --------- | ---- | ---------------- | ------------------------------- | ---------- | --------------- | ---------------------------------------- | ---------------- |
| Перемога  | 1.   | 28 квітня 2003   | ITF Борнмут, Велика Британія    | Ґрунт      | Марієль Гоґланд | Анна Говкінс Клер Каррен                 | 3–6, 6–2, 6–3    |
| Перемога  | 2.   | 12 лютого 2006   | ITF Сандерленд, Велика Британія | Тверде (i) | Кім Кілсдонк    | Суріна Де Беер Такасе Аямі               | 7–5, 6–4         |
| Перемога  | 3.   | 10 лютого 2007   | ITF Тіптон, Велика Британія     | Тверде (i) | Кім Кілсдонк    | Ксенія Ликіна Уршуля Радванська          | 6–3, 6–3         |
| Перемога  | 4.   | 20 липня 2007    | ITF Звевегем, Бельгія           | Ґрунт      | Кім Кілсдонк    | Магдалена Кіщиньська Кароліна Косіньська | 3–6, 6–4, 6–3    |
| Поразка   | 5.   | 28 жовтня 2007   | ITF Стамбул, Туреччина          | Тверде (i) | Кім Кілсдонк    | Мервана Югич-Салкич Іпек Шенолу          | 1–6, 2–6         |
| Перемога  | 6.   | 3 жовтня 2009    | ITF Монастір, Туніс             | Тверде     | Нікол Тіссен    | Унс Джабір Нур Аббес                     | 6–1, 5–7, [10–4] |
| Перемога  | 7.   | 6 листопада 2009 | ITF El Menzah, Туніс            | Тверде     | Нікол Тіссен    | Барбара Собашкевич Сильвія Заґурська     | 6–4, 6–1         |
| Перемога  | 8.   | 20 грудня 2009   | ITF Вінарос, Іспанія            | Ґрунт      | Лінн Схенгаґе   | Бенедетта Давато Нурія Паррісас-Діас     | 6–3, 6–4         |
| Перемога  | 9.   | 27 червня 2010   | ITF Періге, Франція             | Ґрунт      | Скарлетт Вернер | Людмила Кіченок Надія Кіченок            | 6–2, 6–1         |
| Перемога  | 10.  | 1 серпня 2010    | ITF Бад-Заульгау, Німеччина     | Ґрунт      | Скарлетт Вернер | Ана Йованович Анна Цая                   | 6–1, 4–6, [10–7] |